# توماس راینک
توماس راینک (انگلیسی: Thomas Reineck؛ زادهٔ ۱۸ نوامبر ۱۹۶۷) قایقران کایاک اهل آلمان بود.